# 黎明会
黎明会（日语：れいめいかい）是一个创建于日本大正时期的政治组织。

## 历史
1918年12月创建于日本，由于1918年米骚动和白虹贯日事件，言论遭到日本政府的大力压制，该组织会员旨在根除顽固思想改善人民生活而进行日语演讲。1920年8月解散。